# HD 95086 b
HD 95086 b, anomenat formalment Llevant, és un exoplaneta confirmat fotografiat directament que orbita al voltant de l'estrella preseqüència principal de classe A HD 95086 a uns 17 Milions d'anys. És aproximadament 5 vegades més massiu que Júpiter i orbita a unes 70 UA de distància de l'estrella mare. Es va detectar a longituds d'ona d'infrarojos tèrmics (3,8 μm) per mitjà d'imatges directes, amb l'ús de l'instrument NACO del VLT. S'ha detectat un disc de fragments en aquest sistema a longituds d'ona submilimètriques i s'ha resolt en l'infraroig llunyà a partir de les dades obtingudes amb l'Observatori espacial Herschel.
L'estrella amfitriona es va considerar un membre molt probable de la regió de formació estel·lar del Crux del Centaure inferior, [8] fins que es va reassignar provisionalment amb un 71% de probabilitat a l'associació Carina. [9] L'estrella té una massa d'1,6 masses solars que la converteixen en una estrella de tipus A tardà. Es troba a uns 90 parsecs de distància a la constel·lació de la Quilla.

## Nomenclatura
L'agost de 2022, aquest planeta i la seva estrella amfitriona es van incloure entre els 20 sistemes nomenats pel tercer projecte NameExoWorlds. Els noms aprovats, proposats per un equip grec, es van anunciar el juny de 2023. HD 95086 b es diu Llevant, d'una paraula grega moderna que es refereix als vents de l'est mediterrani, i la seva estrella amfitriona rep el nom d'Èol en honor a una figura mitològica grega.

## Descobriment
El planeta es va detectar inicialment en dades preses el 2012 amb una separació de l'estrella mare de 623,9 ± 7,4 mil·lisegons d'arc (~56 ua) i un angle de posició de 151,8 ± 0,8 graus. El planeta es va recuperar amb una alta relació senyal-soroll el juny de 2013. L'astrometria del planeta el gener de 2012 i el juny de 2013, i a partir d'una detecció marginal el març de 2013 confirmen que està lligat a l'estrella mare, no a una estrella de fons. La brillantor de l'HD 95086 b a 3,8 μm quan es combina amb límits superiors sensibles de la seva brillantor a longituds d'ona més curtes és coherent amb les tendències observades per a altres planetes joves, amb imatges directes com els que envolten HR 8799. En particular, el límit inferior del seu color d'1,65–3,8 μm de magnituds 3,1 exclou les estrelles de fons i la majoria de nanes marrons.
Les imatges resoltes espacialment del sistema de l'Observatori Espacial Herschel mostren evidències d'un possible sistema de 2 cinturons amb una gran neteja entre els cinturons, similar a l'HR 8799. HD 95086 b és probablement responsable de tallar la vora interna afilada del disc exterior, però pot ser que hi hagi una gran possibilitat que hi hagi planetes addicionals en aquest sistema que ocupin la resta del buit.

## Propietats físiques
HD 95086 b és un planeta massiu que existeix en un radi orbital gran, per tant, és un candidat viable per a un planeta que es va formar a prop de la seva estrella amfitriona i que després es va dispersar cap a l'exterior mitjançant interaccions gravitatòries amb altres partícules massives en òrbita al voltant de l'estrella. En un disc de fragments, aquestes partícules tenen la forma d'altres planetes en òrbita o planetesimals. Aquest mecanisme de dispersió s'ha investigat per partícules en forma d'elements fluids massa densos com els que es troben en un disc protoplanetari que conté un planeta. S'ha proposat que els esdeveniments de dispersió podrien explicar planetes massius observats a grans radis orbitals.
L'atmosfera de HD 95086 b conté grans quantitats de pols, probablement petits grans de forsterita submicròmetres. El planeta és de color molt vermell, possiblement a causa de la presència del disc circumplanetari.